# Арслан-шах I (султан Кермана)
Арслан-шах I (*д/н — 1145) — султан Кермана в 1101—1142 роках. Ім'я перекладається як «Цар-лев». Повне ім'я Мух'ї-л-Іслам ва-л-Муслимін Арслан-шах бен Керман-шах. Його правління вважається часом найбільшого політичного, економічного та культурного піднесення Керманського султанату.

## Життєпис
Походив з династії Сельджукидів. Молодший син Керман-шаха. Був досить малим на момент смерті батька у 1074 році. Після повалення того ж року старшого брата Хусейна не брав участі в державних справах. У 1101 році, скориставшись невдоволенням знаті, духівництва та військових підтримкою султана Іран-шаха секти ісмаїлітів, долучився до повстання про нього. Зрештою того було повалено й страчено, а новим султаном став Арслан-шах.
1105 року уклав союзний договір з Мухаммедом I, султаном великих Сельджуків, номінально визнавши того першість. Договір було закріплено шлюбною угодою: Арслан-шах I одружився з донькою Мухаммеда I — Зйтун-хатун. Забезпечивши безпеку держави з заходу та півночі, султан розпочав відновлювати торговельні зв'язки, занехаяні його попередником. Поліпшено транзитну торгівлю з Індією, зміцнено владу над Ормуздською протокою. Арслан-шах I відновив фактичну владу над північним Оманом, яка була послаблена в часи Іран-шаха. У своїй політиці спирався на військовиків, емірів та духівництво, особливо каді.
Водночас відзначився як благодійник і фундатор. За його наказами зведено й відновлено численні караван-сараї,  розбудовувалися міста, споруджувалися мечеті (завершено Мечеть маліка в Бердасирі), медресе. Коштом султана споруджено велику бібліотеку, яка зберігала 5000 сувоїв з різних галузей знань.
Завдяки підтримці купців набули розвитку міста Керман та Ормузд, через них каравани й судна прямували до Малої Азії, Аббісінії, Китаю, Індії, Занзибару, Хорасану, Мавеннахру, Аравії, Іраку. Для зберігання товарів споруджено великі сховища.
У 1114 році рушив на допомогу Хасанвайху I з династії Шабанкара, що боровся проти сельджуцького намісника Фахра аль-Діна Кавулі. Боротьба тривала до 1115 року, проте без певного успіху. У відповідь Кавулі 1116 року вдерся до володінь Арслан-шаха I, який відбив напад у 1117 році. Того ж року надав притулок Арслан-шаху Газневіду, якого повалив брат Баграм-шах. Його спроба відновити того на троні виявилася невдалою, оскільки союзником Баграм-шаха був Ахмад Санджар, малік Хорасану. Напевне, Арслан-шах I не ризикував надати значні сили, побоюючись останнього.
У 1118 році вдалося залагодити конфлікт з Мухаммедом I, султаном великих Сельджуків, відмовою Арслан-шаха I від прав на весь Фарс, отримавши лише східні райони. Протягом 1120-х років зберігав мир з усіма сусідами, опікуючись насамперед внутрішніми справами.
У 1135 році звернувся за посередництвом до Масуда, султана Іраку, бажаючи одружитися з удовою халіфа аль-Мустаршида — Амірою-хатун (донькою Ахмада Санджара, султана Великих Сельджуків). У 1141 році, скориставшись поразкою султана Ахмада Санджара, від кара-китаїв, Арслан-шах I виступив проти Гаршаспа II Какуїда, еміра Єзда (давнього васала Ахмада Санджара), завдавши тому поразки. Правитель Єзда поступився частиною своїх земель та визнав зверхність Кермана. Слідом за цим йому вдалося встановити зверхність над Сістаном, який тривалий час визнавав владу Великих Сельджуків з Мерву.
У 1142 році Арслан-шаха I було повалено сином Мухаммедом, що посів трон. Втім, проти останнього виступили брати Керман-шах та Сельджук-шах. Проте повалений султан вже не мав змоги вплинути на політичні події. Він помер у фортеці біля Бердасира 1145 року.